# 2013 EC
2013 EC est un astéroïde Apollon, aréocroiseur, géocroiseur et cythérocroiseur découvert le 2 mars 2013 par le Mount Lemmon Survey.
Sa distance minimale d'intersection de l'orbite terrestre est de 0,0025 ua soit 374 000 km.

## Orbite
2013 EC a un périhélie de 0,66 UA et un aphélie de 3,67 UA. Il met 1160 jours pour faire le tour du Soleil.

## Passage près de la Terre
2013 EC est passé à 370 000 km de la Terre le 4 mars 2013.